# Kaplica ewangelicko-augsburska w Żyrardowie
Kaplica ewangelicko-augsburska w Żyrardowie – neogotycka kaplica Kościoła Ewangelicko-Augsburskiego w RP w Żyrardowie, w województwie mazowieckim w Polsce. Należy do parafii ewangelicko-augsburskiej w Żyrardowie, nabożeństwa odbywają się w niej w każdą niedzielę i święta.

## Historia
Obecna kaplica, położona obok dawnego kościoła ewangelickiego w Żyrardowie, powstała jako sala katechetyczno-konfirmacyjna około 1900, podczas sprawowania urzędu proboszcza przez ks. Hugo Woscha.
W dwudziestoleciu międzywojennym budynek był miejscem odbywania się nauki dla dzieci w ramach szkółki niedzielnej. Na parterze znajdowały się dwie sale, z której większa była przeznaczona na zajęcia dla dzieci nieznających języka niemieckiego, gdzie lekcje prowadzono po polsku. W drugiej odbywała się szkółka w języku niemieckim. Mniejsza sala mieściła również kancelarię parafialną.
Po zakończeniu II wojny światowej i znacznym zmniejszeniu się liczby członków parafii w związku z działaniami wojennymi i ich wysiedleniami na Zachód, stan budynku pogorszył się na skutek braku środków finansowych na niezbędne remonty. Do napraw przystąpiono dopiero w okresie pełnienia funkcji proboszcza przez ks. Otto Krenza w latach 1953-1958.
Plany przeniesienia miejsca sprawowania nabożeństw z niszczejącego kościoła do budynku katechetycznego pojawiły się pod koniec lat 60. XX wieku wobec bardzo złego stanu technicznego świątyni i niemożności pokrycia jej remontu przez parafię. Na zlecenie ówczesnego proboszcza ks. Karola Messerschmidta przeprowadzono ekspertyzę, na skutek której uznano tak duży budynek sakralny jako niepotrzebny dla 60-osobowej parafii i zdecydowano o jego zbyciu. W marcu 1976 dokonano sprzedaży obiektu Kościołowi rzymskokatolickiemu, a na potrzeby parafii ewangelickiej urządzono kaplicę w dawnej sali konfirmacyjnej.